# Channenahalli, Sira
Channenahalli là một làng thuộc tehsil Sira, huyện Tumkur, bang Karnataka, Ấn Độ.